# Абибола
Абибола (каз. Абибола, до 1993 г. — Калинино) — село в Жетысайском районе Туркестанской области Казахстана. Административный центр Ынтымакского сельского округа. Код КАТО — 514489100.

## Население
В 1999 году население села составляло 1154 человека (540 мужчин и 614 женщин). По данным переписи 2009 года, в селе проживало 1550 человек (739 мужчин и 811 женщин).